# Lista siturilor arheologice din județul Mureș - A
Lista siturilor arheologice din județul Mureș - A conține toate siturile arheologice din județul Mureș înscrise în Repertoriul Arheologic Național (RAN) și aflate în localități al căror nume începe cu litera A. RAN este administrat de Ministerul Culturii și Patrimoniului Național și cuprinde date științifice, cartografice, topografice, imagini și planuri, precum și orice alte informații privitoare la zonele cu potențial arheologic, studiate sau nu, încă existente sau dispărute.
Puteți căuta un sit din localitățile care încep cu litera A folosind formularul de mai jos sau puteți naviga prin toate siturile din județ la Lista siturilor arheologice din județul Mureș.
| Cod RAN                                    | Denumire | Localitate                                                | Adresă             | Datare                            | Descoperit                      | Coordonate                                      | Imagine           | Erori            |
| ------------------------------------------ | --- | --------------------------------------------------------- | ------------------ | --------------------------------- | ------------------------------- | ----------------------------------------------- | ----------------- | ---------------- |
| 114989.01.01                               | Așezarea din epoca bronzului de la Acățari - "Mai sus de sat" / ansamblu anonim (Categorie: locuire) (Tip: așezare)             | sat Acățari, comuna Acățari                               | Mai sus de sat     |                                   |                                 |                                                 | Încărcați imagine | Raportați eroare |
| 115085.03.01                               | Cimitirul plan "scitic" de tip Cimbrud / ansamblu anonim (Categorie: descoperire funerară) (Tip: Necropolă)                     | sat Adămuș, comuna Adămuș                                 |                    | scitică                           |                                 |                                                 | Încărcați imagine | Raportați eroare |
| 114612.01.01                               | Tezaur de denari republicani romani de la Albești / ansamblu anonim (Categorie: depozit/tezaur) (Tip: tezaur)                   | sat Albești, comuna Albești                               |                    | romană                            |                                 |                                                 | Încărcați imagine | Raportați eroare |
| 114612.02.01                               | Așezarea de epoca bronzului - "Șesul țiglelor" / ansamblu anonim (Categorie: locuire civilă) (Tip: Așezare)                     | sat Albești, comuna Albești                               | Șesul țiglelor     | Coțofeni                          |                                 |                                                 | Încărcați imagine | Raportați eroare |
| 114612.02.02                               | Așezarea de epoca bronzului - "Șesul țiglelor" / ansamblu anonim (Categorie: locuire civilă) (Tip: Așezare)                     | sat Albești, comuna Albești                               | Șesul țiglelor     |                                   |                                 |                                                 | Încărcați imagine | Raportați eroare |
| 114612.03.03                               | Cetate fortificată și așezarea de la Albești - "La Cetățea" / ansamblu anonim (Categorie: locuire) (Tip: Cetate)                | sat Albești, comuna Albești                               | La Cetățea         | geto-dacică sec. I a.Chr.-I p.Chr | 1976                            |                                                 | Încărcați imagine | Raportați eroare |
| 114612.03.06                               | Cetate fortificată și așezarea de la Albești - "La Cetățea" / ansamblu anonim (Categorie: locuire) (Tip: Cetate)                | sat Albești, comuna Albești                               | La Cetățea         | sec. IX - XI                      | 1976                            |                                                 | Încărcați imagine | Raportați eroare |
| 114612.03.01                               | Cetate fortificată și așezarea de la Albești - "La Cetățea" / ansamblu anonim (Categorie: locuire) (Tip: Așezare)               | sat Albești, comuna Albești                               | La Cetățea         | Coțofeni                          | 1976                            |                                                 | Încărcați imagine | Raportați eroare |
| 114612.03.02                               | Cetate fortificată și așezarea de la Albești - "La Cetățea" / ansamblu anonim (Categorie: locuire) (Tip: Așezare)               | sat Albești, comuna Albești                               | La Cetățea         | Wietenberg                        | 1976                            |                                                 | Încărcați imagine | Raportați eroare |
| 114612.03.05                               | Cetate fortificată și așezarea de la Albești - "La Cetățea" / ansamblu anonim (Categorie: locuire) (Tip: Așezare)               | sat Albești, comuna Albești                               | La Cetățea         | sec. VII - VIII                   | 1976                            |                                                 | Încărcați imagine | Raportați eroare |
| 114612.03.04                               | Cetate fortificată și așezarea de la Albești - "La Cetățea" / ansamblu anonim (Categorie: locuire) (Tip: Mormânt de inhumație)  | sat Albești, comuna Albești                               | La Cetățea         |                                   | 1976                            |                                                 | Încărcați imagine | Raportați eroare |
| 114612.04.01                               | Situl arheologic de la Albești - "Sub Cetățea" / ansamblu anonim (Categorie: locuire civilă) (Tip: Locuire)                     | sat Albești, comuna Albești                               | Sub Cetățea        | Coțofeni                          |                                 |                                                 | Încărcați imagine | Raportați eroare |
| 114612.04.02                               | Situl arheologic de la Albești - "Sub Cetățea" / ansamblu anonim (Categorie: locuire civilă) (Tip: Așezare)                     | sat Albești, comuna Albești                               | Sub Cetățea        | Sighișoara - Wietenberg           |                                 |                                                 | Încărcați imagine | Raportați eroare |
| 114612.04.03                               | Situl arheologic de la Albești - "Sub Cetățea" / ansamblu anonim (Categorie: locuire civilă) (Tip: Așezare)                     | sat Albești, comuna Albești                               | Sub Cetățea        | geto-dacică sec. I p.Chr          |                                 |                                                 | Încărcați imagine | Raportați eroare |
| 114612.04.03                               | Situl arheologic de la Albești - "Sub Cetățea" / complex anonim (Categorie: locuire civilă) (Tip: mormânt dublu de inhumație)   | sat Albești, comuna Albești                               | Sub Cetățea        | geto-dacică                       |                                 |                                                 | Încărcați imagine | Raportați eroare |
| 114612.04.04                               | Situl arheologic de la Albești - "Sub Cetățea" / ansamblu anonim (Categorie: locuire civilă) (Tip: Așezare)                     | sat Albești, comuna Albești                               | Sub Cetățea        | romană                            |                                 |                                                 | Încărcați imagine | Raportați eroare |
| 114612.04.05                               | Situl arheologic de la Albești - "Sub Cetățea" / ansamblu anonim (Categorie: locuire civilă) (Tip: Așezare)                     | sat Albești, comuna Albești                               | Sub Cetățea        | sec. VII - VIII                   |                                 |                                                 | Încărcați imagine | Raportați eroare |
| 114612.04.06                               | Situl arheologic de la Albești - "Sub Cetățea" / ansamblu anonim (Categorie: locuire civilă) (Tip: Așezare)                     | sat Albești, comuna Albești                               | Sub Cetățea        | sec. IX - XI                      |                                 |                                                 | Încărcați imagine | Raportați eroare |
| 114612.05                                  | Depozitul de bronzuri de la Albești - "Râpa faurului" / ansamblu anonim (Categorie: depozit/tezaur)                             | sat Albești, comuna Albești                               | Râpa faurului      |                                   |                                 |                                                 | Încărcați imagine | Raportați eroare |
| 114612.06.01                               | Situl arheologic de la Albești - "Canton" / ansamblu anonim (Categorie: locuire civilă) (Tip: Așezare)                          | sat Albești, comuna Albești                               | Canton             |                                   |                                 |                                                 | Încărcați imagine | Raportați eroare |
| 114612.06.02                               | Situl arheologic de la Albești - "Canton" / ansamblu anonim (Categorie: locuire civilă) (Tip: Așezare)                          | sat Albești, comuna Albești                               | Canton             | sec. VII - VIII                   |                                 |                                                 | Încărcați imagine | Raportați eroare |
| 114612.06.03                               | Situl arheologic de la Albești - "Canton" / ansamblu anonim (Categorie: locuire civilă) (Tip: Așezare)                          | sat Albești, comuna Albești                               | Canton             | sec. XII                          |                                 |                                                 | Încărcați imagine | Raportați eroare |
| 114612.07.01                               | Așezarea și necropola din Albești - Curtea școlii / ansamblu anonim (Categorie: locuire) (Tip: Așezare)                         | sat Albești, comuna Albești                               | Școală             | sec. VII - XI                     |                                 |                                                 | Încărcați imagine | Raportați eroare |
| 114612.07.02                               | Așezarea și necropola din Albești - Curtea școlii / ansamblu anonim (Categorie: locuire) (Tip: Necropolă de inhumație)          | sat Albești, comuna Albești                               | Școală             | sec. IV                           |                                 |                                                 | Încărcați imagine | Raportați eroare |
| 115156.01.01                               | Necropola de la Aluniș - "Cimitirul reformat" / ansamblu anonim (Categorie: descoperire funerară) (Tip: Cimitir de incinerație) | sat Aluniș, comuna Aluniș                                 | Cimitirul reformat |                                   |                                 |                                                 | Încărcați imagine | Raportați eroare |
| 115156.01.02                               | Necropola de la Aluniș - "Cimitirul reformat" / ansamblu anonim (Categorie: descoperire funerară) (Tip: Mormânt)                | sat Aluniș, comuna Aluniș                                 | Cimitirul reformat | - A                               |                                 |                                                 | Încărcați imagine | Raportați eroare |
| 115156.02.01                               | Așezarea romană din punctul "Dealul Cetății" / ansamblu anonim (Categorie: locuire civilă) (Tip: Așezare civilă)                | sat Aluniș, comuna Aluniș                                 | Dealul Cetății     |                                   |                                 |                                                 | Încărcați imagine | Raportați eroare |
| 115156.02.02                               | Așezarea romană din punctul "Dealul Cetății" / ansamblu anonim (Categorie: locuire civilă) (Tip: Fortificație)                  | sat Aluniș, comuna Aluniș                                 | Dealul Cetății     |                                   |                                 |                                                 | Încărcați imagine | Raportați eroare |
| 115192.01.01                               | Situl arheologic de la Apold - "După Grădini" / ansamblu anonim (Categorie: locuire) (Tip: Așezare)                             | sat Apold, comuna Apold                                   | După Grădini       | Petrești                          |                                 |                                                 | Încărcați imagine | Raportați eroare |
| 115192.01.02                               | Situl arheologic de la Apold - "După Grădini" / ansamblu anonim (Categorie: locuire) (Tip: Așezare)                             | sat Apold, comuna Apold                                   | După Grădini       |                                   |                                 |                                                 | Încărcați imagine | Raportați eroare |
| 115192.01.03                               | Situl arheologic de la Apold - "După Grădini" / ansamblu anonim (Categorie: locuire) (Tip: Așezare)                             | sat Apold, comuna Apold                                   | După Grădini       |                                   |                                 |                                                 | Încărcați imagine | Raportați eroare |
| 115192.01.04                               | Situl arheologic de la Apold - "După Grădini" / ansamblu anonim (Categorie: locuire) (Tip: Așezare)                             | sat Apold, comuna Apold                                   | După Grădini       | sec. II - IV                      |                                 |                                                 | Încărcați imagine | Raportați eroare |
| 115192.01.05                               | Situl arheologic de la Apold - "După Grădini" / ansamblu anonim (Categorie: locuire) (Tip: Așezare)                             | sat Apold, comuna Apold                                   | După Grădini       | sec. XII - XIV                    |                                 |                                                 | Încărcați imagine | Raportați eroare |
| 115236.01.01                               | Drumul roman dinspre Ocna Mureș-Uioara de Sus spre Luduș / ansamblu anonim (Categorie: construcție) (Tip: drum roman)           | comuna Ațintiș                                            | str. Principală    | romană                            |                                 |                                                 | Încărcați imagine | Raportați eroare |
| 114989.02.01                               | Așezarea preistorică de la Acățari - "Satul Atol" / ansamblu anonim (Categorie: locuire civilă) (Tip: Așezare)                  | sat Acățari, comuna Acățari                               | Satul Atol         |                                   |                                 |                                                 | Încărcați imagine | Raportați eroare |
| 114989.03                                  | Posibila așezare neolitică de la Acățari (Categorie: locuire civilă) (Tip: așezare)                                             | sat Acățari, comuna Acățari                               |                    |                                   |                                 |                                                 | Încărcați imagine | Raportați eroare |
| 114989.03.01                               | Posibila așezare neolitică de la Acățari / ansamblu anonim (Categorie: locuire civilă) (Tip: Așezare)                           | sat Acățari, comuna Acățari                               |                    |                                   |                                 |                                                 | Încărcați imagine | Raportați eroare |
| 115085.02.01                               | Așezarea neolitică de la Adămuș / ansamblu anonim (Categorie: locuire civilă) (Tip: Așezare)                                    | sat Adămuș, comuna Adămuș                                 |                    |                                   |                                 |                                                 | Încărcați imagine | Raportați eroare |
| 115655.01.01                               | Așezarea eneolitică de la Agrișteu - "Pășune" / ansamblu anonim (Categorie: locuire civilă) (Tip: Așezare)                      | sat Agrișteu, comuna Bălăușeri                            | Pășune             | Petrești                          |                                 |                                                 | Încărcați imagine | Raportați eroare |
| 115156.03                                  | Așezările preistorice de la Aluniș - "Lacul Szarvasto" (Categorie: locuire civilă) (Tip: așezare)                               | sat Aluniș, comuna Aluniș                                 | Lacul Szarvasto    |                                   |                                 |                                                 | Încărcați imagine | Raportați eroare |
| 115156.03.01                               | Așezările preistorice de la Aluniș - "Lacul Szarvasto" / ansamblu anonim (Categorie: locuire civilă) (Tip: Așezare)             | sat Aluniș, comuna Aluniș                                 | Lacul Szarvasto    |                                   |                                 |                                                 | Încărcați imagine | Raportați eroare |
| 120272.01                                  | Topor neo-eneolitic de la Archita (Categorie: descoperire izolată) (Tip: obiect izolat)                                         | sat Archita, comuna Vânători                              |                    |                                   |                                 |                                                 | Încărcați imagine | Raportați eroare |
| 115655.02.01                               | Așezarea culturii Coțofeni de la Agrișteu - "Dealul Cetății" / ansamblu anonim (Categorie: locuire civilă) (Tip: Așezare)       | sat Agrișteu, comuna Bălăușeri                            | Dealul Cetății     | Coțofeni                          | 1970                            |                                                 | Încărcați imagine | Raportați eroare |
| 115655.03.01                               | Situl arheologic de la Agrișteu - "Sub Dealul Cetății" / ansamblu anonim (Categorie: locuire civilă) (Tip: Așezare)             | sat Agrișteu, comuna Bălăușeri                            | Sub Dealul Cetății | Coțofeni                          |                                 |                                                 | Încărcați imagine | Raportați eroare |
| 115655.03.02                               | Situl arheologic de la Agrișteu - "Sub Dealul Cetății" / ansamblu anonim (Categorie: locuire civilă) (Tip: Așezare)             | sat Agrișteu, comuna Bălăușeri                            | Sub Dealul Cetății |                                   |                                 |                                                 | Încărcați imagine | Raportați eroare |
| 115655.03.03                               | Situl arheologic de la Agrișteu - "Sub Dealul Cetății" / ansamblu anonim (Categorie: locuire civilă) (Tip: Așezare)             | sat Agrișteu, comuna Bălăușeri                            | Sub Dealul Cetății |                                   |                                 |                                                 | Încărcați imagine | Raportați eroare |
| 115655.03.04                               | Situl arheologic de la Agrișteu - "Sub Dealul Cetății" / ansamblu anonim (Categorie: locuire civilă) (Tip: Așezare)             | sat Agrișteu, comuna Bălăușeri                            | Sub Dealul Cetății |                                   |                                 |                                                 | Încărcați imagine | Raportați eroare |
| 114738.01.01                               | Așezarea de epoca bronzului de la Avrămești - "Piscul Șandru" / ansamblu anonim (Categorie: locuire civilă) (Tip: Așezare)      | localitate componentă Avrămești, oraș Luduș               | Piscul Șandru      |                                   |                                 |                                                 | Încărcați imagine | Raportați eroare |
| 118227.01.01                               | Așezarea dacică de la Abuș - "Cetate" / ansamblu anonim (Categorie: locuire civilă) (Tip: Așezare)                              | sat Abuș, comuna Mica                                     | Cetate             | dacică                            |                                 |                                                 | Încărcați imagine | Raportați eroare |
| 115085.01.01 (Cod LMI: MS-II-m-A-15587)    | Biserica unitariană medievală de la Adămuș / ansamblu anonim (Categorie: structură de cult/religioasă) (Tip: Biserică)          | sat Adămuș, comuna Adămuș                                 | Dealul Bisericii   | sec. XIV-XVI                      |                                 | 45°18′12″N 24°14′06″E / 45.30333°N 24.235°E     | Încărcați imagine | Raportați eroare |
| 115085.01.01 (Cod LMI: MS-II-m-A-15587)    | Biserica unitariană medievală de la Adămuș / complex anonim (Categorie: structură de cult/religioasă) (Tip: turn)               | sat Adămuș, comuna Adămuș                                 | Dealul Bisericii   | 1694                              |                                 | 45°18′12″N 24°14′06″E / 45.30333°N 24.235°E     | Încărcați imagine | Raportați eroare |
| 115085.01.01 (Cod LMI: MS-II-m-A-15587)    | Biserica unitariană medievală de la Adămuș / complex anonim (Categorie: structură de cult/religioasă) (Tip: zid de incintă)     | sat Adămuș, comuna Adămuș                                 | Dealul Bisericii   | 1794                              |                                 | 45°18′12″N 24°14′06″E / 45.30333°N 24.235°E     | Încărcați imagine | Raportați eroare |
| 115085.01.02 (Cod LMI: MS-II-m-A-15587)    | Biserica unitariană medievală de la Adămuș / ansamblu anonim (Categorie: structură de cult/religioasă) (Tip: Necropolă)         | sat Adămuș, comuna Adămuș                                 | Dealul Bisericii   |                                   |                                 | 45°18′12″N 24°14′06″E / 45.30333°N 24.235°E     | Încărcați imagine | Raportați eroare |
| 115085.01.03 (Cod LMI: MS-II-m-A-15587)    | Biserica unitariană medievală de la Adămuș / ansamblu anonim (Categorie: structură de cult/religioasă) (Tip: Biserică)          | sat Adămuș, comuna Adămuș                                 | Dealul Bisericii   |                                   |                                 | 45°18′12″N 24°14′06″E / 45.30333°N 24.235°E     | Încărcați imagine | Raportați eroare |
| 114827.01.01 (Cod LMI: MS-II-m-A-15592)    | Castelul de la Apalina / ansamblu anonim (Categorie: construcție) (Tip: Castel)                                                 | localitate componentă Apalina, municipiul Reghin          |                    | sec. XVIII - XIX                  |                                 | 46°45′10″N 24°41′32″E / 46.752814°N 24.692125°E | Încărcați imagine | Raportați eroare |
| 115192.02.01 (Cod LMI: MS-II-m-A-15594.02) | Cetatea sătească și biserica de la Apold / ansamblu anonim (Categorie: locuire) (Tip: Cetate sătească)                          | sat Apold, comuna Apold                                   | 259 - A            | sec. XV - XVII                    |                                 |                                                 | Încărcați imagine | Raportați eroare |
| 115192.02.02 (Cod LMI: MS-II-m-A-15594.01) | Cetatea sătească și biserica de la Apold / ansamblu anonim (Categorie: locuire) (Tip: Biserică)                                 | sat Apold, comuna Apold                                   | 259 - A            | sec. XV - XVII                    |                                 |                                                 | Încărcați imagine | Raportați eroare |
| 114541.01.01                               | Așezarea Coțofeni de la Aurel Vlaicu - "La Glimei" / ansamblu anonim (Categorie: locuire) (Tip: așezare)                        | localitate componentă Aurel Vlaicu, municipiul Sighișoara | La Glimei          | Coțofeni                          |                                 |                                                 | Încărcați imagine | Raportați eroare |
| 114541.01.02                               | Așezarea Coțofeni de la Aurel Vlaicu - "La Glimei" / ansamblu anonim (Categorie: locuire) (Tip: așezare)                        | localitate componentă Aurel Vlaicu, municipiul Sighișoara | La Glimei          |                                   |                                 |                                                 | Încărcați imagine | Raportați eroare |
| 114541.02.01                               | Situl arheologic de la Aurel Vlaicu - "Saivane" / ansamblu anonim (Categorie: locuire) (Tip: Așezare)                           | localitate componentă Aurel Vlaicu, municipiul Sighișoara | Saivane            |                                   | A. Mureșan între anii 1950-1960 |                                                 | Încărcați imagine | Raportați eroare |
| 114541.02.02                               | Situl arheologic de la Aurel Vlaicu - "Saivane" / ansamblu anonim (Categorie: locuire) (Tip: așezare)                           | localitate componentă Aurel Vlaicu, municipiul Sighișoara | Saivane            | sec. IV-VI d.Hr.                  | A. Mureșan între anii 1950-1960 |                                                 | Încărcați imagine | Raportați eroare |
| 114541.02.03                               | Situl arheologic de la Aurel Vlaicu - "Saivane" / ansamblu anonim (Categorie: locuire) (Tip: așezare)                           | localitate componentă Aurel Vlaicu, municipiul Sighișoara | Saivane            | sec. VIII-X d.Hr.                 | A. Mureșan între anii 1950-1960 |                                                 | Încărcați imagine | Raportați eroare |